# NGC 1647
NGC 1647 (другое обозначение — OCL 457) — рассеянное скопление в созвездии Тельца.
Этот объект входит в число перечисленных в оригинальной редакции «Нового общего каталога».
89 звёзд, расположенных на небе в области NGC 1647, имеют наибольшую вероятность принадлежности к скоплению. Из них звёзды главной последовательности начинаются от спектрального класса B7V, что соответствует возрасту скопления приблизительно 150 миллионов лет. NGC 1647 вытянуто в направлении, примерно перпендикулярном Млечному Пути.